# تیم ملی واترپلوی مردان ژاپن
تیم ملی واترپلو مردان ژاپن نماینده ژاپن در مسابقات واترپلوی بین‌المللی مردان است.

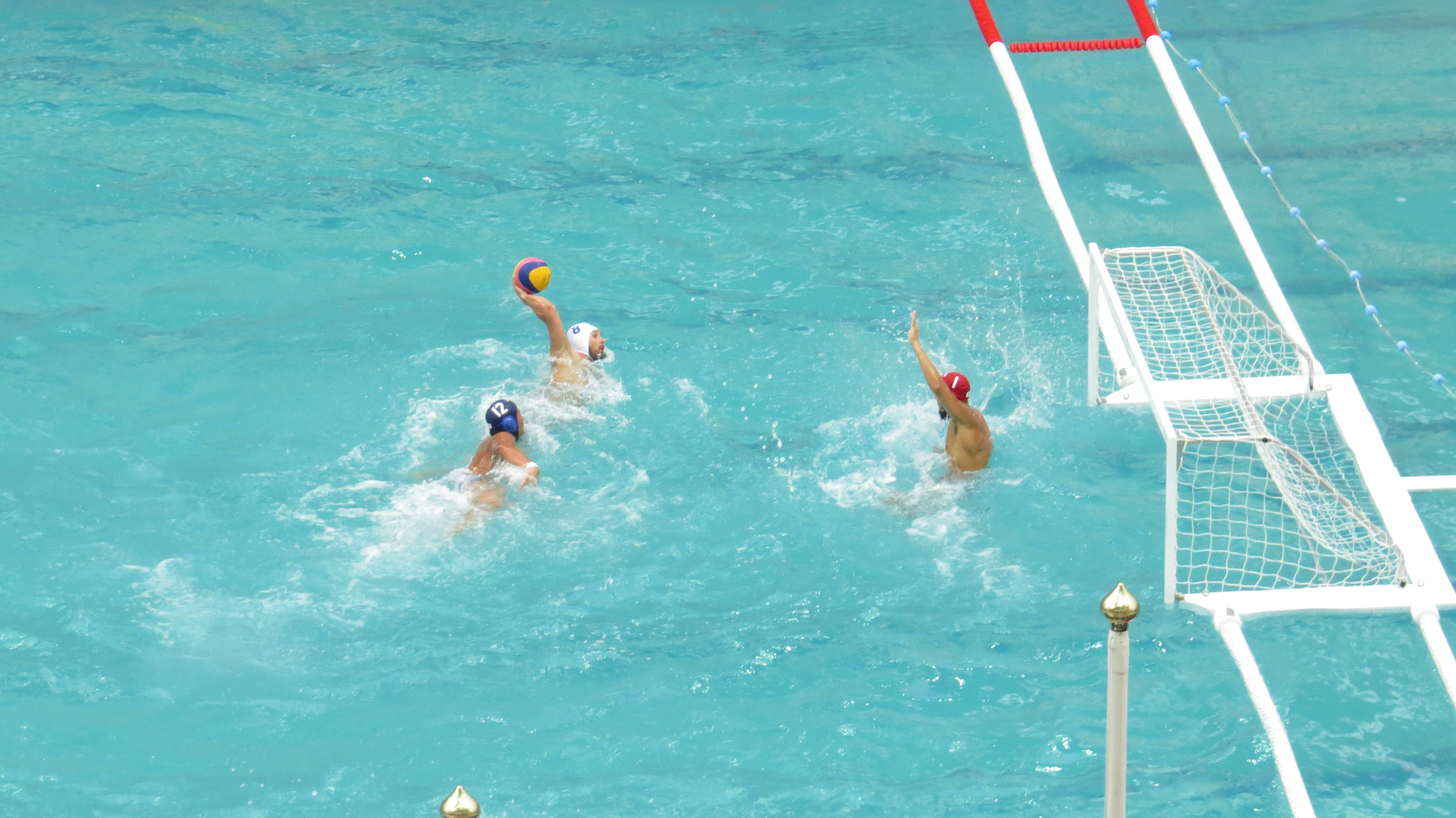
بازیکن ژاپنی در حال به ثمر رساندن گل در المپیک ۲۰۱۶ ریو

## نتایج

### بازی‌های المپیک
- ۱۹۳۲ – مقام چهارم[۲]
- ۱۹۳۶ – مقام چهاردهم
- ۱۹۶۰ – مقام چهاردهم
- ۱۹۶۴ – مقام یازدهم
- ۱۹۶۸ – مقام دوازدهم
- ۱۹۷۲ – مقام پانزدهم
- ۱۹۸۴ – مقام یازدهم
- ۲۰۱۶ – مقام دوازدهم
- ۲۰۲۰ – منتخب